# Mentone (Indiana)
Mentone es un pueblo ubicado en el condado de Kosciusko en el estado estadounidense de Indiana. En el Censo de 2010 tenía una población de 1001 habitantes y una densidad poblacional de 649,56 personas por km².

## Geografía
Mentone se encuentra ubicado en las coordenadas 41°10′26″N 86°2′18″O / 41.17389, -86.03833. Según la Oficina del Censo de los Estados Unidos, Mentone tiene una superficie total de 1.54 km², de la cual 1.51 km² corresponden a tierra firme y (2.02%) 0.03 km² es agua.

## Demografía
Según el censo de 2010, había 1001 personas residiendo en Mentone. La densidad de población era de 649,56 hab./km². De los 1001 habitantes, Mentone estaba compuesto por el 94.11% blancos, el 0.3% eran afroamericanos, el 0.8% eran amerindios, el 0% eran asiáticos, el 0% eran isleños del Pacífico, el 3.1% eran de otras razas y el 1.7% pertenecían a dos o más razas. Del total de la población el 4.8% eran hispanos o latinos de cualquier raza.